# Modèle Numérique des Zones Inondables
Le Modèle Numérique de Zones Inondables (ou MNZI) est une méthode permettant de créer en un temps limité des cartes de hauteurs d'eau pour des crues majeures affectant la totalité du plancher alluvial. Cette méthode présente la particularité de coupler une cartographie hydrogéomorphologique avec un modèle numérique de terrain (MNT) issu d'un LiDAR.

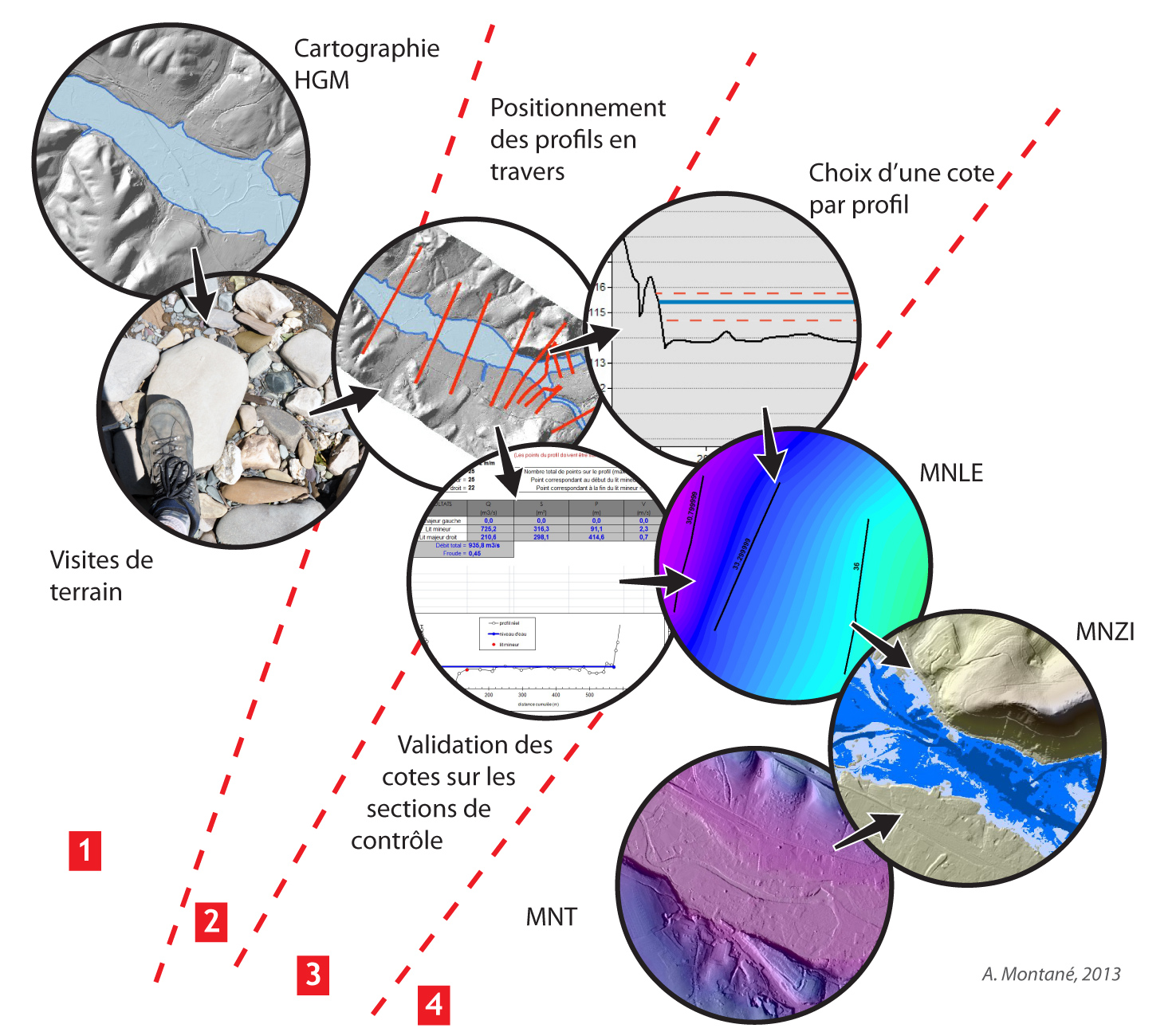
Étapes du MNZI.

## Contexte
En France et ailleurs dans le monde, le risque d'inondations est une problématique majeure de l'aménagement du territoire. Cette problématique prend d'autant plus d'importance dans un contexte où les tissus urbains s'étendent de plus en plus et tendent à se densifier. La tentation est alors forte pour les aménageurs de développer des projets en zones inondables.
Afin d’identifier les zones inondables, l’État français utilise depuis de nombreuses années la cartographie hydrogéomorphologique (HGM), qui permet de cartographier une enveloppe extrême des zones inondables via une analyse naturaliste et morpho-sédimentaire de la plaine alluviale mais dont les critères de délimitation sont souvent mal compris.

## Études et perspectives
Au Québec, le projet HGM MEDDE de l'UMR GRED a étudié les possibilités d'utilisation de la donnée Lidar pour la cartographie hydrogéomophologique et la réalisation de MNZI.
Les résultats obtenus ont démontré que la représentation cartographique de la « crue de faible probabilité » inscrite dans la Directive Inondation, associée à des modèles numériques de terrain (MNT) Lidar à haute résolution, permettait de faire évoluer la cartographie hydrogéomorphologique. Ces évolutions portent sur les techniques de cartographie et notamment l’utilisation du Lidar, qui permet de croiser des valeurs de pente et d’altitude relative dans le but de cartographier les unités hydrogéomorphologiques.
Ces travaux ont également montré que la réalisation de Modèles Numériques de Zones Inondables (MNZI), basés sur les limites hydrogéomorphologiques, permet d'apporter une réponse technique à la cartographie de la « crue de faible probabilité » (crues extrêmes en France) et qu'elle permet une avancée importante sur le plan de la communication sur les questions liées aux limites hydrogéomorphologiques.
Antonin Montané, Docteur en géographie diplômé de l’université Montpellier 3, a également consacré une partie de sa thèse CIFRE (contrat avec la société BURGEAP) à l'étude des MNZI et à leur application dans le cadre de la préparation de documents réglementaires.
Cette thèse présentait trois principaux objectifs :
- analyser la place de la cartographie HGM dans la gestion du risque inondation en France,
- proposer des solutions pour faire évoluer la méthode en tenant compte des attentes des services instructeurs,
- établir un modèle de développement de la cartographie hydrogéomorphologique, pour anticiper son implantation dans de nouveaux territoires, en France et à l'étranger.

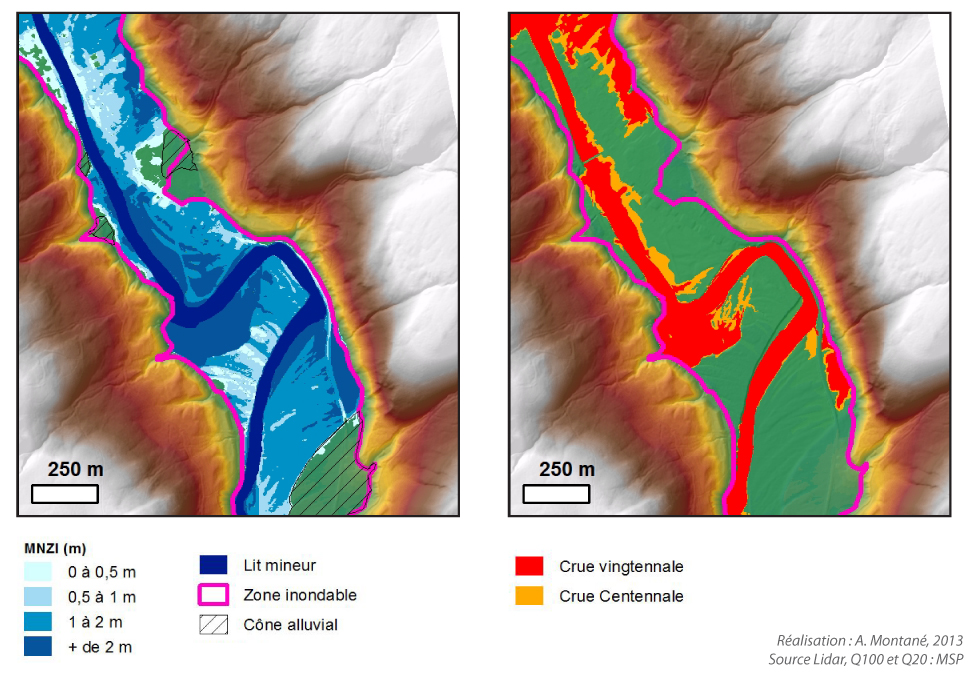
MNZI réalisé sur la Rivière Matane (Québec).

Les travaux d'Antonin Montané ont montré la capacité de la cartographie hydrogéomorphologique à être utilisée réglementairement dans les PPRI (Plan de Protection des Risques Inondation) ou les AZI (Atlas des Zones Inondables), tant en France qu'à l'étranger (notamment au Québec où la méthode a été testée avec succès sur les Rivières Matane et Richelieu).
La méthodologie de construction d’un MNZI (Modèle Numérique de Zones Inondables) et la validation de ses résultats sur plusieurs terrains d’expérimentation est un autre résultat important de cette thèse.

## Valorisation du MNZI
Les MNZI peuvent être utilisés dans le cadre de PPRI (Plan de Prévention des Risques d'Inondations), en complément par exemple de modèles hydrauliques, et pour la réalisation des AZI (Atlas des Zones Inondables). Ils peuvent également être employés lors de projets de restauration de cours d'eau, où l'approche naturaliste de la méthode est appréciée des maîtres d'ouvrages.
Le MNZI A notamment été utilisé dans le bassin parisien dans le cadre de l'élaboration des PPRI de l'Yerres et de l'Essonne, rompant ainsi avec la connotation méditerranéenne de la cartographie hydrogéomorphologique. En 2013, la méthodologie du MNZI a été employée pour la réalisation des cartes de hauteurs d'eau de la crue extrême, dans le cadre de l'application de la Directive Inondation sur les TRI de Nancy / Damelevières et Saint-Dié-des-Vosges / Baccarat.